# Galleria di base dello Zimmerberg
Il tunnel di base dello Zimmerberg (22,1 km) è parte del progetto NEAT (Neue Eisenbahn-Alpentransversalen) e quando sarà terminato collegherà Zurigo a Zugo.
La galleria di base dello Zimmerberg è costituita dalla galleria di base settentrionale dello Zimmerberg da Zurigo all'area di Nidelbad, da una diramazione di collegamento con la stazione ferroviaria di Thalwil (fase 1 o ZBT I) e dalla galleria di base meridionale dello Zimmerberg da Thalwil prevista fino a Litti a nord di Zugo (fase 2 o ZBT II). 

## Storia
Nel corso degli anni novanta, la Svizzera ha intrapreso un importante programma di ammodernamento e miglioramento delle sue infrastrutture ferroviarie. Il progetto NEAT ("Neue Eisenbahn-Alpentransversale", letteralmente: "nuove trasversali ferroviarie alpine") prevede il potenziamento degli assi transalpini migliori attraverso il San Gottardo, il Ceneri e il Lötschberg attraverso la costruzione di una serie di gallerie di base che consentano ai treni di attraversare in modo più rapido ed efficiente le Alpi svizzere. Il tunnel di base di Zimmerberg (ZBT) era uno di questi tunnel costruito nell'ambito di tale programma.

## ZBT I
La prima parte lunga 9,4 km già in esercizio, collega Zurigo a Thalwil, attraverso un'entrata/uscita intermedia in direzione Zurigo grazie alla realizzazione di una struttura di collegamento ramificata e non incrociata. La diramazione di Thalwil costituisce ora l'accesso meridionale al tunnel di base ZEB I Zimmerberg e si unisce alla linea principale della Linksufrige Zürichseebahn appena a nord della stazione ferroviaria di Thalwil.
La costruzione della galleria di base settentrionale dello Zimmerberg ha rappresentato un'importante pietra miliare nell'infrastruttura ferroviaria svizzera, essendo il tunnel a doppio binario più lungo costruito dalla nazione in oltre 100 anni. Il tunnel è stato progettato per accogliere il transito ad alta velocità, con treni che attraversano a velocità massime fino a 200 km/h; la costruzione del tunnel è iniziata nel settembre 1997.
La geografia locale e l'ubicazione del tunnel hanno posto alcune sfide allo sforzo di costruzione, come la necessità di evitare di incidere sullo sviluppo urbano nelle vicinanze, nonché la scarsa copertura disponibile nelle aree chiave. Le operazioni di perforazione attraverso la roccia hanno fatto uso sia di una TBM (tunnel boring machine) sia di tecniche convenzionali, come esplosioni e misure costruttive ausiliarie intese a ridurre il rischio di assestamenti eccessivi. Circa 315 metri di lunghezza del tunnel sono caratterizzati da un soffitto continuo stuccato, che è stato realizzato per ridurre la deformazione e la permeabilità, nonché una potenziale perdita di copertura. Fin dalle prime fasi del progetto, l'apertura del tunnel era stata prevista per giugno 2003, data che è stata puntualmente rispettata

## ZBT II
Nella zona di Nidelbad, la galleria principale è già stata scavata poco oltre il bivio per Thalwil. Quando sarà realizzata la seconda parte del tunnel, non sarà invece possibile uscire a Thalwil proveniendo da Zugo. 
Dopo il completamento della ZEB II, si prevede di mantenere l'uscita intermedia per Thalwil, che sarà ancora utilizzata dai treni della S-Bahn, dai treni merci e daii treni a lunga percorrenza sulla Walensee verso Coira e l'Arlberg e dai treni internazionali diretti in Austria, che continueranno a circolare attraverso questa diramazione.
Fino al completamento della Fase II, la capacità e le velocità rimangono fortemente limitate dalle rotte tradizionali.